# Circunscripción (Quebec)
Una Circunscripción electoral es, en Quebec, uno de 125 territorios geográficos que dividen la provincia para elegir su diputado en el gobierno provincial
(l'Assemblée nationale du Québec) o uno de 75 territorios en el gobierno federal (Canadá).

## lista alfabética

### ABC
1. Abitibi-Est (Abitibi-Témiscamingue)
2. Abitibi-Ouest (Abitibi-Témiscamingue)
3. Acadie
4. Anjou–Louis-Riel
5. Argenteuil
6. Arthabaska
7. Beauce-Nord
8. Beauce-Sud
9. Beauharnois
10. Bellechasse
11. Berthier
12. Bertrand
13. Blainville
14. Bonaventure
15. Borduas
16. Bourassa-Sauvé
17. Bourget
18. Brome-Missisquoi
19. Bertrand St-Arnaud
20. Chambly (Quebec)
21. Champlain
22. Chapleau
23. Charlesbourg
24. Charlevoix–Côte-de-Beaupré
25. Châteauguay
26. Chauveau
27. Chicoutimi (Saguenay–Lac-Saint-Jean)
28. Chomedey
29. Chutes-de-la-chaudière
30. Côte-du-Sud (Bas-Saint-Laurent)
31. Crémazie

### DEF
1. D'Arcy-McGee
2. Deux-Montagnes
3. Drummond–Bois-Francs
4. Dubuc (Saguenay–Lac-Saint-Jean)
5. Duplessis (Côte-Nord y Nord-du-Québec)
6. Fabre

### GHI
1. Gaspé
2. Gatineau
3. Gouin
4. Granby
5. Groulx
6. Hochelaga-Maisonneuve
7. Hull
8. Huntingdon
9. Iberville
10. Îles-de-la-Madeleine

### JKL
1. Jacques-Cartier
2. Jean-Lesage
3. Jean-Talon
4. Jeanne-Mance—Viger
5. Johnson
6. Joliette
7. Jonquière (Saguenay–Lac-Saint-Jean)
8. L'Assomption
9. La Peltrie
10. La Pinière
11. La Prairie
12. Labelle
13. Lac-Saint-Jean (Saguenay–Lac-Saint-Jean)
14. LaFontaine
15. Laporte
16. Laurier-Dorion
17. Laval-des-Rapides
18. Laviolette
19. Lévis
20. Lotbinière-Frontenac
21. Louis-Hébert

### MNO
1. Marguerite-Bourgeoys
2. Marie-Victorin
3. Marquette
4. Maskinongé
5. Masson
6. Matane-Matapédia (Bas-Saint-Laurent)
7. Mégantic
8. Mercier
9. Mille-Îles
10. Mirabel
11. Mont-Royal
12. Montarville
13. Montmorency
14. Nelligan
15. Nicolet-Bécancour
16. Notre-Dame-de-Grâce
17. Orford
18. Outremont

### PQR
1. Papineau
2. Pointe-aux-Trembles
3. Pontiac
4. Portneuf
5. René-Lévesque (Côte-Nord)
6. Repentigny
7. Richelieu
8. Richmond
9. Rimouski (Bas-Saint-Laurent)
10. Rivière-du-Loup–Témiscouata (Bas-Saint-Laurent)
11. Robert-Baldwin
12. Roberval (Saguenay–Lac-Saint-Jean)
13. Rosemont
14. Rousseau
15. Rouyn-Noranda—Témiscamingue (Abitibi-Témiscamingue)

### STUVW
1. Saint-François
2. Saint-Henri—Sainte-Anne
3. Saint-Hyacinthe
4. Saint-Jean
5. Saint-Jérôme
6. Saint-Laurent
7. Saint-Maurice
8. Sainte-Marie—Saint-Jacques
9. Sainte-Rose
10. Sanguinet
11. Sherbrooke
12. Soulanges
13. Taillon
14. Taschereau
15. Terrebonne
16. Trois-Rivières
17. Ungava (Nord-du-Québec)
18. Vachon
19. Vanier-Les Rivières
20. Vaudreuil
21. Verchères
22. Verdun
23. Viau
24. Vimont
25. Westmount—Saint-Louis

- Datos: Q2973931

|